# Октябрське сільське поселення (Моркинський район)
Октя́брське сільське поселення (рос. Октябрьское сельское поселение) — муніципальне утворення у складі Моркинського району Марій Ел, Росія. Адміністративний центр — селище Октябрський.

## Історія
Станом на 2002 рік існували Октябрська сільська рада (селище Октябрський) та Шерегановська сільська рада (село Кутюк-Кінер, присілки Вонжеполь, Елекенер, Курикюмал, Нилкудо, Памашсола-Вонжеполь, Папанино, Уїлем, Усола-Вонжеполь, Шереганово, Юрдур, починок Кукшнур).

## Населення
Населення — 1873 особи (2019, 2271 у 2010, 2500 у 2002).

## Склад
До складу поселення входять такі населені пункти:
| Населений пункт               | Населення, осіб (2002) | Населення, осіб (2010) |
| ----------------------------- | ---------------------- | ---------------------- |
| Вонжеполь, присілок           | 137                    | 96                     |
| Елекенер, присілок            | 112                    | 116                    |
| Кукшнур, починок              | 2                      | 0                      |
| Курикюмал, присілок           | 122                    | 127                    |
| Кутюк-Кінер, село             | 162                    | 160                    |
| Нилкудо, присілок             | 29                     | 19                     |
| Октябрський, селище           | 1313                   | 1175                   |
| Памашсола-Вонжеполь, присілок | 37                     | 19                     |
| Папанино, присілок            | 7                      | 2                      |
| Уїлем, присілок               | 10                     | 5                      |
| Усола-Вонжеполь, присілок     | 55                     | 40                     |
| Шереганово, присілок          | 371                    | 372                    |
| Юрдур, присілок               | 143                    | 140                    |